# Pygostrangalia vittaticollis
Pygostrangalia vittaticollis là một loài bọ cánh cứng trong họ Cerambycidae.